# Medinilla alpestris
Medinilla alpestris är en tvåhjärtbladig växtart som först beskrevs av William Jack, och fick sitt nu gällande namn av Carl Ludwig von Blume. Medinilla alpestris ingår i släktet Medinilla och familjen Melastomataceae. Inga underarter finns listade i Catalogue of Life.